# Unserer Lieben Frau (Ast)

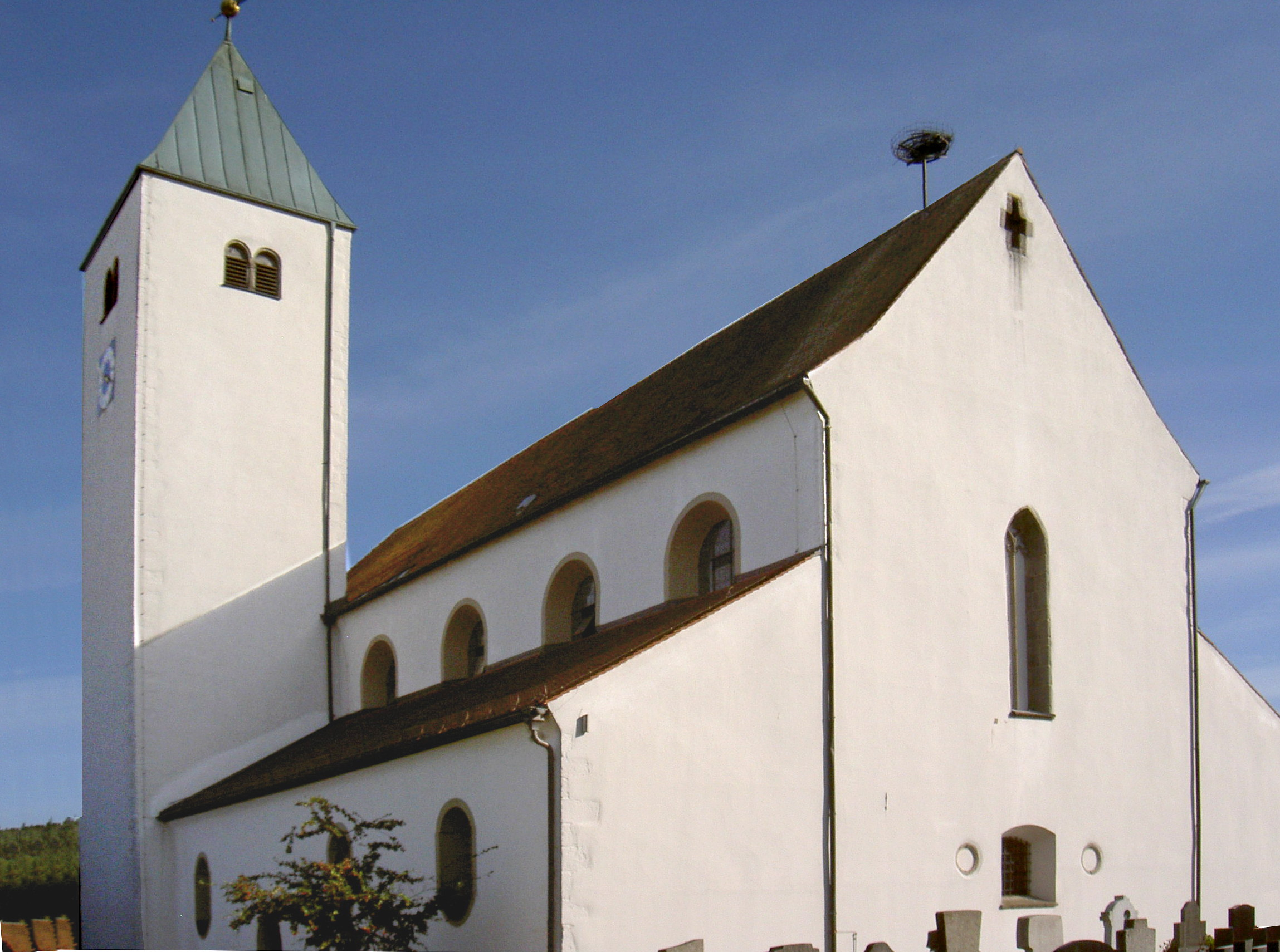
Unserer Lieben Frau in Ast

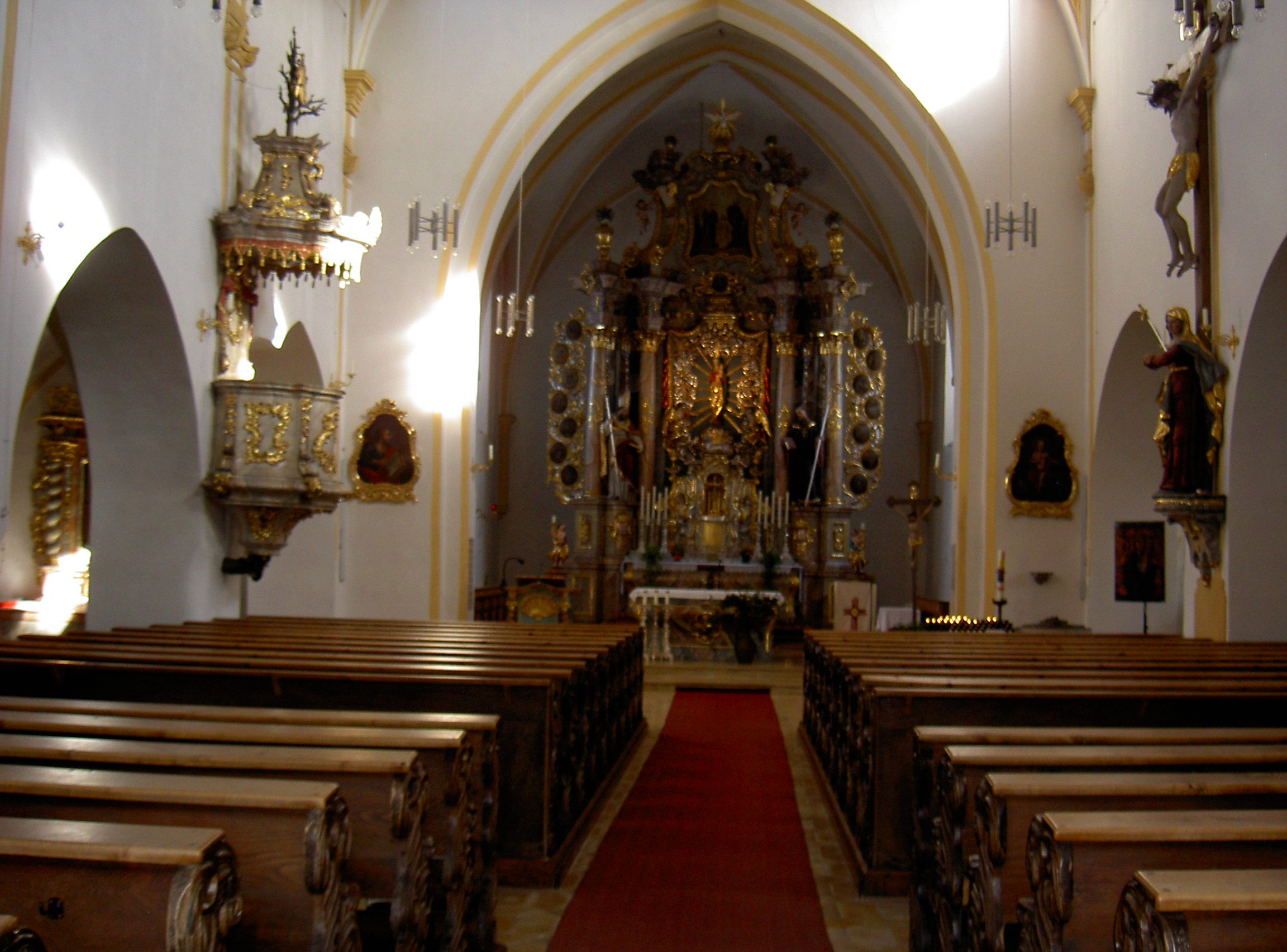
Innenansicht

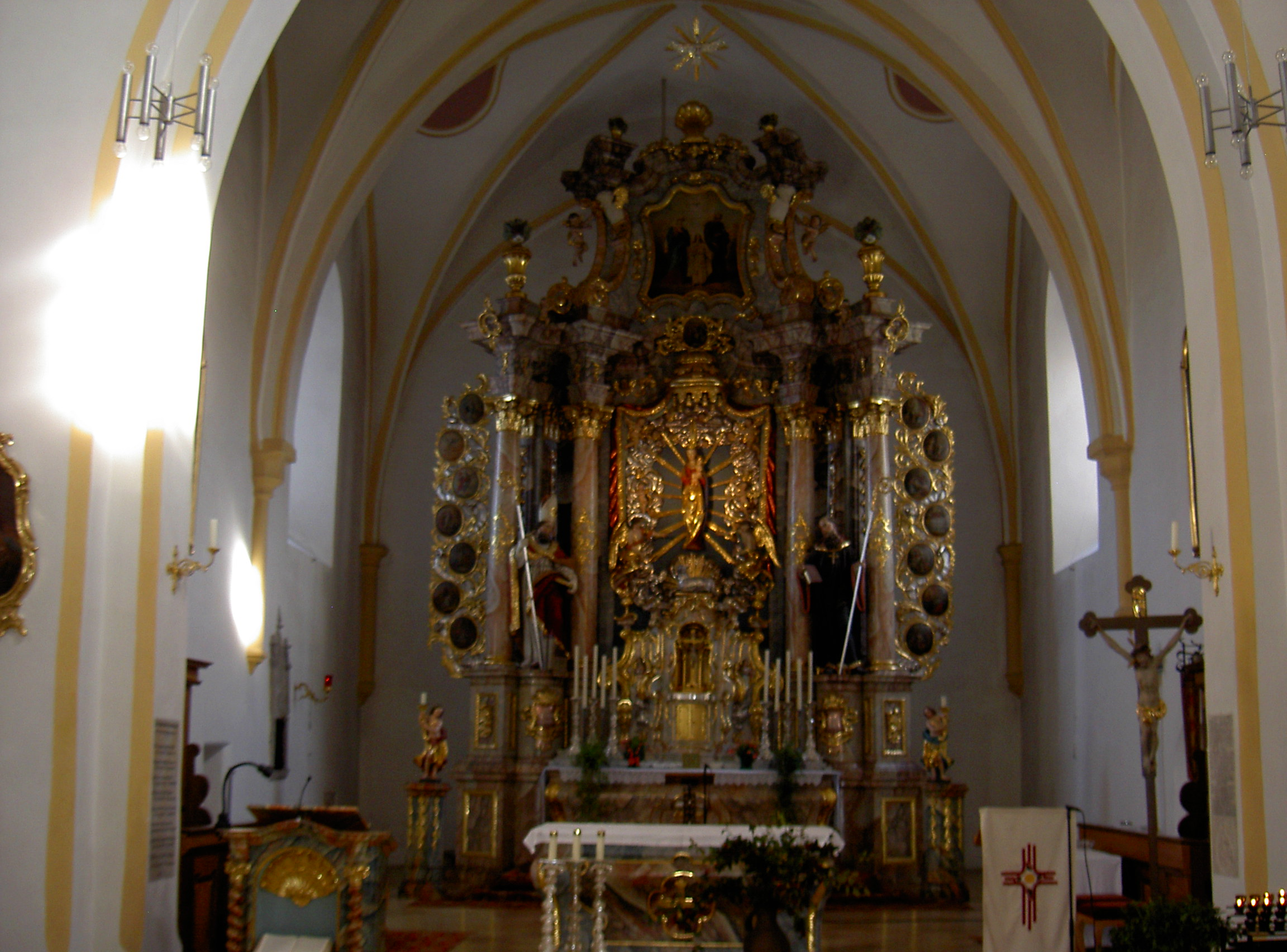
Hochaltar

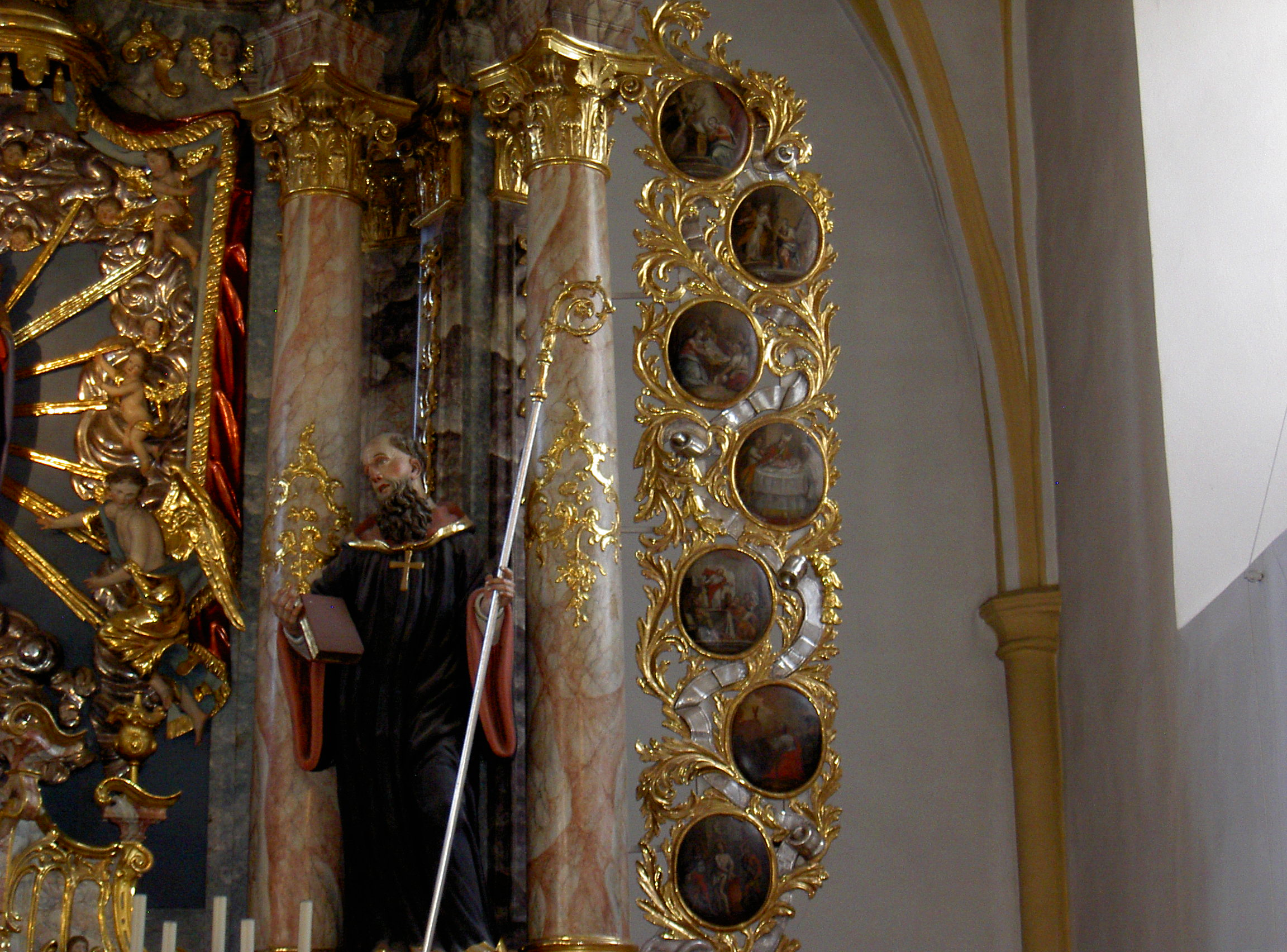
Medaillons der Rosenkranzgeheimnisse

Die römisch-katholische Wallfahrtskirche Unserer Lieben Frau steht in Ast, einem Gemeindeteil der Stadt Waldmünchen im Landkreis Cham in der Oberpfalz. Sie ist denkmalgeschützt und in der Liste der Baudenkmäler in Waldmünchen unter der Nr. D-3-72-171-51 eingetragen. Die Kirche ist Pfarrkirche der Pfarrei Mariä Himmelfahrt Ast, die zum Pfarreien-Verband Waldmünchen-Tiefenbach im Dekanat Cham (Bistum Regensburg) gehört, und trägt das Patrozinium Mariä Himmelfahrt.

## Geschichte
Die im Jahr 1265 erstmals erwähnte frühgotische dreischiffige Basilika stammt aus der zweiten Hälfte des 13. Jahrhunderts. Sie hat einen eingezogenen rechteckigen Chor und im Nordosten einen viereckigen Turm mit Pyramidenhelm. Der Legende nach geht die Gründung der Kirche auf ein Gelübde nach einem drohenden Kutschenunfall einer Gräfin von Schwarzenwihrberg zurück. Im Weiteren sagt die Legende, beim Kirchenbau sei ein Madonnenbild auf dem Ast eines gefällten Baumes entdeckt worden. Dieses Bild wurde dann in die neue Kirche überführt und der Ansiedlung an der Kirche der Name Ast gegeben. Als Wallfahrtsort ist Ast erstmals 1409 erwähnt. 1616 wurden die Bilder und Altäre aus der nunmehr calvinistischen Kirche entfernt. In der Gegenreformation ab 1626 wurde der Ort wieder katholisch; 1665 erfolgte eine Barockisierung der Kirche. Ihre heutige Ausstattung und Stuckierung erhielt sie im 18. Jahrhundert. Seit 1996 findet wieder alljährlich am zweiten Sonntag im September eine Pferdewallfahrt mit festlich geschmückten Pferden von der Stadtpfarrkirche St. Stephan in Waldmünchen nach Ast statt. Sie bezieht sich auf die Legende.

## Beschreibung
Der verputzte Bau, eine dreischiffige Basilika mit gerade schließendem Chor und Walmdach, wurde aus Bruchsteinen ohne Gliederung gestaltet. Ein Lanzettfenster ohne Maßwerk befindet sich in der Ostwand, ein zweibahniges Maßwerkfenster ist in der Westwand zu sehen. Die übrigen Oval- und Rundbogenfenstern sind barock umgeformt. Ein profilierter Spitzbogenzugang ist an Nordseite, der südliche Vorbau stammt von 1665. An der Nordseite steht der Chorflankenturm, gestaltet mit einem Spitzbogenzugang, Lichtschlitzen an der Ostseite und dem Obergeschoss mit rundbogigen, gekuppelten Klangarkaden und Zeltdach. Am Dach des Langhauses ist eine Nistmöglichkeit für Störche angebracht.
Der zweijochige, hohe Chor ist nach oben durch ein Kreuzgewölbe mit ausgekehlten Rippen abgeschlossen. An der Nordwand befindet sich eine Sakramentsnische, vermutlich aus dem 14. Jahrhundert. 1665 wurde im Mittelschiff statt der Flachdecke ein Tonnengewölbe und an der Westseite eine doppelte, im Untergeschoss unterwölbte Westempore eingezogen. Der Rahmenstuck wurde um 1770 angebracht. In den Seitenschiffen sind die ursprünglichen Kreuzgewölbe mit Schlusssteinen erhalten. An der Ostwand setzen die Rippen auf drei derbe Menschenkopf-Konsolen auf.
Die drei Altäre wurden zwischen 1720 und 1730 gefertigt. Der Hochaltar hat ein Viersäulenretabel mit Rokoko-Applikationen und mit überlebensgroßen Seitenfiguren der Heiligen Wolfgang und Benedikt. Kleine Medaillonbilder mit den Geheimnissen des Rosenkranzes werden von Laub- und Bandelschnitzwerk umschlossen. Im Mittelfeld steht das Gnadenbild, eine Marienfigur mit nacktem Kind aus der Zeit um 1480. Die Altarblätter der Seitenaltäre zeigen die Vermählung Mariens und den Erzengel Michael. Die Gemälde an den Kirchenwänden stammen von Altären aus der Zeit um 1770.
Die Kanzel mit Rocailledekor wurde um 1770 gefertigt. Auf dem Schalldeckel ist ein das Gnadenbild bergender Ast als Verweis auf die Entstehung der Wallfahrt zu sehen. Das  mit spiralig eingedrehten Ranken verzierte Gestühl wurde um 1680 hergestellt.
Die Kirche umgibt ein Friedhof mit mittelalterlicher Ummauerung, welche im 18. Jh. ausgebessert wurde.

## Orgel

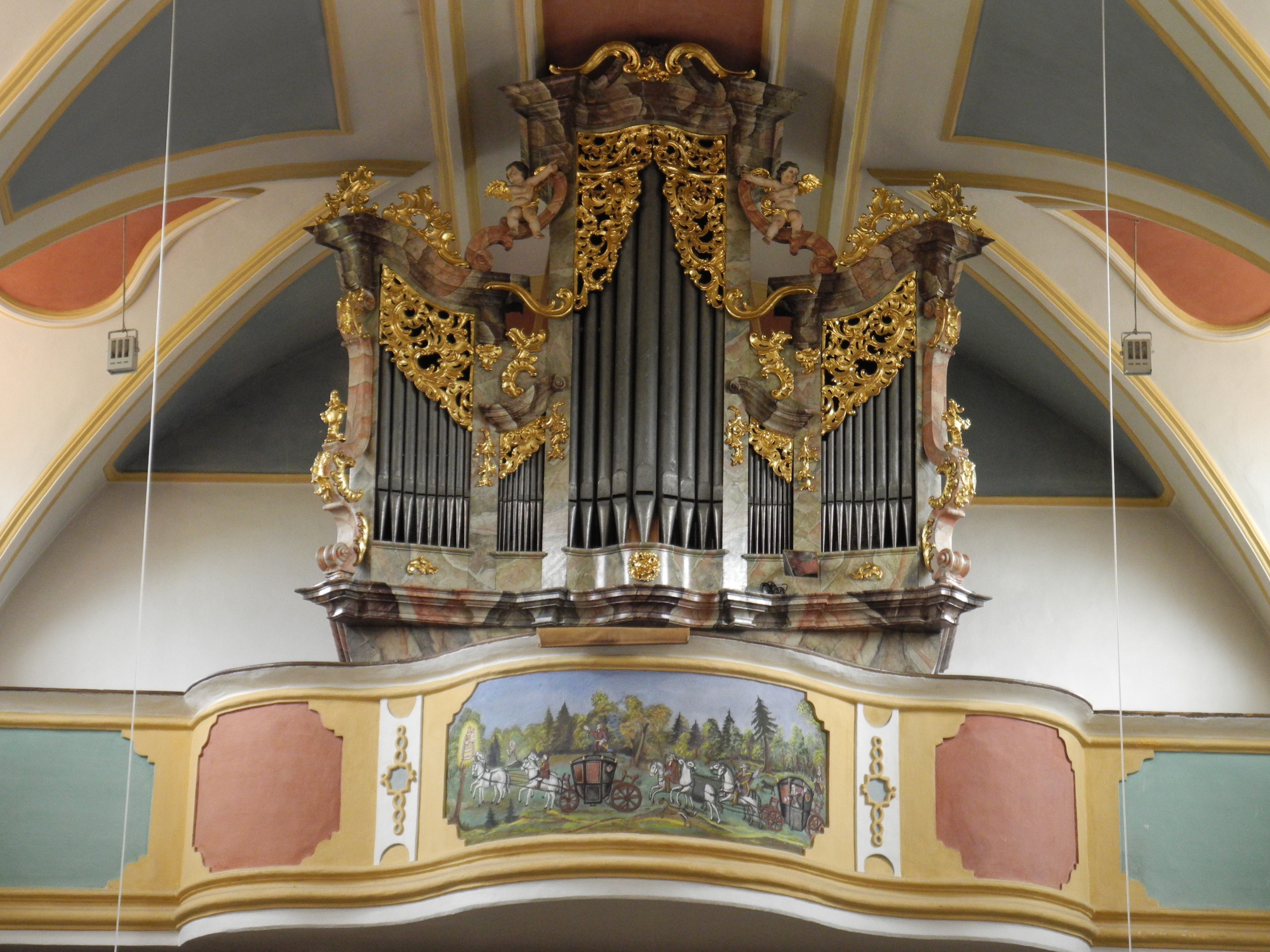
Weiß-Orgel von 1771

Die rein mechanische Schleifladen-Orgel mit 13 Registern auf zwei Manualen und Pedal wurde 1771 von Andreas Weiß erbaut und 1774 von dem Rodinger Maler Franz Xaver Turban mit Schnitzwerk verziert und gefasst. Sie ist eine von drei erhaltenen Orgeln (Eixlberg 1752, Allersburg 1765) des Nabburger Meisters. 1879 nahm Ludwig Edenhofer einen eingreifenden Umbau vor. 1995 wurde das Instrument von Orgelbau Sandtner restauriert und auf die originale Disposition zurückgeführt. Die Disposition lautet:
| I Kleines Manual CDEFGA–c3 |    |  |
| Copl                       | 8′ |  |
| Gamba                      | 8′ |  |
| Flauten                    | 4′ |  |

| II Großes Manual CDEFGA–c3 |       |  |
| Principal                  | 8′    |  |
| Copl                       | 8′    |  |
| Flauten                    | 8′    |  |
| Octav                      | 4′    |  |
| Quint                      | 3′    |  |
| Superoctav                 | 2′    |  |
| Quint                      | 1 ⁄2′ |  |
| Mixtur III                 | 1′    |  |

| Pedal CDEFGA–a0 |     |  |
| Subbaß (offen)  | 16′ |  |
| Octavbaß        | 8′  |  |

- Koppeln: I/II, II/P